# Абеику Џексон
Абеику Гјекје Џексон (енгл. Abeiku Gyekye Jackson; Акра, 12. април 2000) гански је пливач чија специјалност су спринтерске трке делфин и слободним стилом. Вишеструки је национални рекордер и првак и први пливач из Гане који је учествовао на Олимпијским играма (ЛОИ 2016).

## Спортска каријера
Џексон је на међународној сцени дебитовао доста рано, и већ као петнаестогодишњак такмичио се на сениорском светском првенству у малим базенима у Дохи 2014. године. Исте године је наступио и на Играма Комонвелта у Глазгову.
Годину дана касније по први пут је наступио и на светском првенству у великим базенима, а у Казању 2015. Џексон се такмичио у тркама на 50 слободно (70. место) и 50 делфин (55. место).
Испливавши Б олимпијску норму у дисциплини 50 слободно Џексон се квалификовао за наступ на ЛОИ 2016. у Рију, поставши тако првим ганским пливачем у историји који је учествовао на Олимпијским играма. Џексон је своју квалификациону трку на ОИ испливао у времену 24,30 секунди, што му је било довољно за укупно 55. место у конкуренцији 85 такмичара. Поред Џексона у Рију је учествовала и тада тринаестогодишња Каја Форсон која се такмичила у трци на 200 слободно.
Џексон је наступио и на Играма Комонвелта у аустралијском Гоулд Коусту 2018, где је успео да се пласира у полуфинала трка на 50 и 100 делфин (на крају укупно 16. и 15. место), што су му уједно били и најбољи резултати у дотадашњој каријери.
На светском првенству у корејском Квангџуу 2019. такмичио се у три дисциплине — 50 делфин (50), 100 делфин (47) и 4×100 мешовито (31. место).
На Афричким играма у Казабланки 2019. освојио је седмо место у финалу трке на 50 метара делфин стилом.